# Powiat de Żywiec
Le powiat de Żywiec (en polonais : powiat żywiecki) est un powiat appartenant à la voïvodie de Silésie, dans le sud de la Pologne.

## Division administrative
Le powiat de Żywiec comprend 15 communes :
- 1 commune urbaine : Żywiec ;
- 14 communes rurales : Czernichów, Gilowice, Jeleśnia, Koszarawa, Lipowa, Łękawica, Łodygowice, Milówka, Radziechowy-Wieprz, Rajcza, Ślemień, Świnna, Ujsoły et Węgierska Górka.